# Franzosenkopf (Hunsrück)
Der Franzosenkopf im Forst Niederheimbach in Rheinland-Pfalz ist mit 617,1 m ü. NHN die dritthöchste Erhebung im Binger Wald nach dem Kandrich (638,6 m) und dem Salzkopf (627,6 m). Auf dem Gipfel befindet sich ein Trigonometrischer Punkt.

## Geographie

### Lage
Der zum Gemeindegebiet von Niederheimbach gehörende Franzosenkopf befindet sich etwa 2,4 km südöstlich von Oberheimbach, 3 km westlich von Trechtingshausen (alle drei im Landkreis Mainz-Bingen) und 5,9 km (je Luftlinie) nördlich von Daxweiler (im Landkreis Bad Kreuznach).

### Naturräumliche Zuordnung
Der Franzosenkopf zählt in der naturräumlichen Haupteinheitengruppe Hunsrück (Nr. 24) und in der Haupteinheit Soonwald (240) zur Untereinheit Binger Wald (240.0).

## Geschichte
Der Franzosenkopf wurde bis 1800 auch Kölsch Kopf genannt und ist erstmals in der Tranchot-Karte von 1811 als Franzosenkopf verzeichnet. Auf dem Gipfel stand eine von den Militärs errichtete Signalstation. Es ist überliefert, dass von dieser bis zum Jahr 1880 optische Signale von dem Trechtingshäuser Bürger und Jäger Michael Hanß durchgeführt wurden. Ein im Jahre 1912 errichteter 18 m hoher Aussichtsturm wurde im Mai 1935 durch ein Gewitter zerstört und anschließend nicht wieder aufgebaut. Seit 2020 befindet sich auf dem Franzosenkopf eine einem Gipfelkreuz ähnliche Gipfelmarkierung.

## Verkehr und Wandern
Von Waldalgesheim aus kommend führt die Kreisstraße 29 überwiegend nordwestwärts zum südwestlich vom Franzosenkopf gelegenen bewaldeten Salzkopf, die am Forsthaus Lauschhütte auf 583,4 m Höhe nach Süden abknickt und kurz darauf in die südsüdwestwärts nach Daxweiler verlaufende K 36 übergeht. Von der Lauschhütte hat man nach Ostnordosten vorbei am Salzkopf über Waldwege 3,3 km bis zum Gipfel zurückzulegen. Ausgeschilderte Wege führen auch von Oberheimbach, der Burg Sooneck und Trechtingshausen zum Franzosenkopf sowie zum Siebenburgenblick und ins Morgenbachtal. 